# Killer Instinct
Killer Instinct är ett TV-spel i fightning-genren skapat av Rare, utgivet av Midway 1994 som arkadspel. 1995 släpptes spelet till Super Nintendo där Rare använde sig av samma grafikteknik som Donkey Kong Country. Samma år släpptes även en version av spelet till Game Boy.

## Figurer
- B.Orchid
- Cinder
- Eyedol
- Fulgore
- Glacius
- Jago
- Riptor
- T.J. Combo
- Thunder
- Sabrewulf
- Spinal